# Seiji Kimura
Seiji Kimura (født 24. august 2001) er en japansk fodboldspiller.
Han har spillet for flere forskellige klubber i sin karriere, herunder FC Tokyo.